# أنيس الرافعي
أنيس الرافعي، قاص مغربي، ولد بالدار البيضاء عام 1976، تخرج الرافعي في كلية الآداب والعلوم الإنسانية، وتخصص في اللسانيات والنقد الأدبي الحديث، وهو واحد من أهم نُسّاك القصة القصيرة في المغرب وفي العالم العربي. بقي مخلصا لكتابة القصة القصيرة ولم يغادرها إلى كتابة الرواية. وترجمت نماذج من أعماله إلى الفرنسية والإنجليزية والإسبانية والبرتغالية والفارسية والصينية، كما اختير واحداً من سبعة كتاب للمشاركة في الدورة الثانية لإدارة الجائزة العالمية للرواية العربية البوكر العربية 

## سيرته
ترتكز تجربة أنيس الرافعي على الاشتغال على جماليات التجريب، الذي يعتبره الكاتب ليس بلوغا للغاية بل هو توق وتحفز دائم. تضمن مشروعه الإبداعي الاشتغال بفنون موازية من سينما، وتشكيل، وفوتوغرافيا، وموسيقى، وهي فنون لصيقة باهتماماته المعرفية والوجدانية، استثمرها لخلق تجربة جديدة في القصة العربية. وقد قام المخرج السينمائي المغربي المقيم في بلجيكا غباري الهواري بإخراج فيلم قصير استلهمه من المجموعة القصصية مصحة الدمى . حصل على جائزة «غوتنبرغ» وجائزة «أكيودي». ترجمت قصص أنيس الرافعي للغات عديدة، ونالت أعماله اهتماماً من النقاد والمتخصصين على الصعيد المغربي والعربي، وهناك من يعتبر أن أنيس الرافعي، يشكل بما راكمه من إنجاز إبداعي، ظاهرة إبداعية حقيقية في مجال القصة القصيرة. 
اختارت دار صفصافة للثقافة والنشر الاحتفاء بالتّجربة القصصيّة لأنيس الرّافعي، من خلال إصدار ثمانية كتب منها في جزئين، وفق تبويب خاصّ شمل التمارين والتّعاقبات والملاحظات والأصوات والطقوس والدّليل والفوتوغرام والتحريات. مع تذييل كلّ جزء بشهادات كتّاب مغاربة وعرب رافقوا تجربة الكاتب بالكتابة عنها 
كتب الناقد المصري، الدكتور محمد الشحات، في ظهر الغلاف الرابع لكتاب خياط الهيئات: «تشتغل سرديّة كتاب (خيّاط الهيئات) للقاصّ المغربي أنيس الرّافعي على مبدأ ممارسة الكتابة الإبداعيّة بوصفها (نسيجا) أو (خياطة) لجُماع من هيئات وحالات إنسانيّة، يوميّة أو كونيّة، ذاتيّة أو غيريّة أو حتى افتراضيّة تأمّليّة. فمن جهة أولى، ينهض هذا الكتاب (المُغاير)، في شكله وفي تقصِّي مرجعياته الثقافيّة، العربيّة والغربيّة، والمحبوك بتؤدة وصبر لافتين، والذي تتشكَّل بنيته الهندسيّة الرباعيّة على هيئة ثوب قُدَّ من نسائل اللّغة ومن خيوط مجازاتها وتراكيبها، على استلهام طاقة النثر العربي القديم والوسيط، المعجون بنكهةٍ سرديّةٍ حديثةٍ».

## مؤلفاته
صدرت له عدة مجموعات قصصية منها
- فضائح فوق كل الشبهات، 1999
- أشياء تمر دون أن تحدث 2002
- السيد ريباخا، 2004
- البرشمان، 2006
- علبة البندورة، ، 2007
- ثقل الفراشة فوق سطح الجرس، 2008 [7]
- اعتقال الغابة في زجاجة، عن دار أزمنة 2009 [8]
- هذا الذي سيحدث فيما مضى، فضاءات للنشر والتوزيع، 2010 [9]
- الشركة المغربية لنقل الأموات، المجلس الأعلى للثقافة،2011
- أريج البستان في تصاريف العميان - دليل حكائي متخيل، الدار المغربية العربية للنشر والطباعة،2011 [10] [11]
- مصحة الدُمى، عن دار العين، 2015 [12]
- متحف العاهات، عن دار العين، 2017 [13]
- خياط الهيئات، عن دار العين، 2018
- مستودع الأرواح البديلة، دار خطوط وظلال للنشر والتوزيع، 2020[14]
- أرخبيل الفزع؛ كراسة محكيات المعزل، دار خطوط للنشر والتوزيع، 2020[15]
- سيرك الحيوانات المتوهمة، دار خطوط وظلال للنشر والتوزيع، عمان 2021[16][17]
- جميعهم يتكلمون من فمي.دار خطوط وظلال للنشر والتوزيع، عمان 2024 [18]
- إحدى عىشرة حكاية من مراكش،دار أكورا للنشر.طنجة 2024 [19]
- مارستان الأقنعة، دار خطوط وظلال للنشر والتوزيع، عمان 2025[20]

## جوائز
- فاز أنيس الرافعي بجائزة الملتقى الثقافي للقصة القصيرة العربية بالكويت، في دورتها الخامسة، في فبراير 2023 عن مجموعته القصصية "سيرك الحيوانات المتوهمة، دار خطوط وظلال للنشر والتوزيع، عمان 2021[21][22]
- فاز أنيس الرافعي جائزة القراء الشباب للكتاب المغربي سنة 2022 عن مجموعته القصصية: الحيوان الدائري، أكورا. [23]
- فاز بجائزة ناجي نعمان سنة 2013.[24]
- فاز بجائزة جوتنبرغ الدولية للكتاب سنة 2013[25]
- فاز بجائزة أكيودي الصينية عن مجموعته القصصية" يوم زائد بين الاثنين والثلاثاء" سنة 2014[26]